# Левкіппа
Левкіппа (грец. Λευκίππη, „weißes Pferd“ (буквально "білий кінь"); лат. Leucippe, англ. Leukippe, ) —  персонаж давньогрецької міфології. Океаніда, дочка Океану і Тетії.  Одна з подруг Персефони. Левкіппа, разом з іншими океанідами, гуляла квітучою долиною, коли Аїд викрав майбутню дружину Персефону.
За іншими міфами:
Левкіппа — одна з мініад.
Левкіппа — жриця Аполлона.
Левкіппа — ім'я дружин кількох міфічних героїв: Фестія, Іла, Лаомедонта, Евенора.